# Grumman F-9 Cougar
F9F/F-9 Cougar — палубный истребитель ВМС США. Создан на основе F9F Panther. Главное отличие от предшественника — замена прямого крыла на более современное крыло стреловидной формы. Несмотря на новое имя, ВМС классифицировали Пуму как новую модель Пантеры и поэтому самолёт разделил с Пантерой обозначение — F9F-6, F9F-7, F9F-8, F9F-9.
F9F-8 были списаны из боевых частей в 1958—1959 годах, когда им на смену пришли F-11 Tiger и F-8 Crusader. Резерв ВМС использовал F9F-8 до середины 60-х годов, ни одна из одноместных моделей не использовалась во время Войны во Вьетнаме.
Единственным вариантом, увидевшим боевые действия, стала двухместная учебная модификация TF-9J (до 1962 года носила обозначение F9F-8T). Подразделения из четырёх Пум располагали 11 штабная эскадрилья морской пехоты США (Marine Aviation Logistics Squadron 11) в Дананге и 13 штабная эскадрилья морской пехоты США (Marine Aviation Logistics Squadron 13) в Чу Лай. Эти самолёты использовались в Южном Вьетнаме с 1966 по 1968 год для фронтового воздушного контроля и для наведения авиаударов. ВМС США ещё долго продолжали использовать TF-9J. В начале 70-х, когда возникла потребность в модернизации (установка двигателей Pratt & Whitney J52), было решено закупить новые самолёты TA-4F Skyhawk. Последняя Пума была снята с вооружения (учебной эскадрильи VT-4) в феврале 1974 года.
Единственными иностранными вооружёнными силами, использовавшими F9F, стали ВМС Аргентины, которые также использовали и F9F. В 1962 году Аргентина получила два учебных самолёта F9F-8T, они прослужили до 1971 года. Пума стала первым реактивным самолётом, преодолевшим звуковой барьер в Аргентине.

## Сохранившиеся экземпляры
- F9F-8T (бортовой номер 147276) выставлен в Национальном музее морской авиации на авиационная станция ВМС США Пенсакола.
- F9F-8 (бортовой номер 141121) выставлен в музее в Тусоне, Аризона.
- F9F-8T ВМС Аргентины (номер 3-A-151) — в экспозиции Музея морской авиации в Баия-Бланка.